# ZEUS (робот-хирург)
ZEUS Robotic Surgical System (ZRSS) — роботизированная система для проведения хирургических операций.

## Описание
Система ZEUS состоит из консоли управления и трёх рук-манипуляторов, которые крепятся к операционному столу. Правый и левый манипуляторы повторяли движения рук хирурга, чтобы сделать точные разрезы и удаления, а третий — AESOP — роботическая рука с голосовым управлением для навигации эндоскопа, позволяющим хирургу видеть происходящее внутри тела пациента. Консоль управления состояла из монитора и эргономично расположенных ручек-манипуляторов для управления роботическими инструментами. Система позволяет использовать, как традиционные инструменты для лапароскопической хирургии, так и инструменты, имеющие 7 степеней свободы.

## История
Роботизированная система манипулирования, получившая название Zeus (Зевс), была разработана компанией Computer Motion по заказу американского авиакосмического агентства НАСА, в качестве программируемого автоматического манипулятора, выполняющего задачи в открытом космосе.
Медицинская модификация робота Zeus, предназначенная для проведения хирургических операций, была разработана совместно американскими компаниями Hermes control center и Socrates Telecollaboration.
Система была разработана американскими компаниями Intuitive Surgical и Computer Motion.
Предшественник системы ZEUS — AESOP был одобрен Управлением по контролю за продуктами и лекарствами (FDA) (1994), чтобы помочь хирургам в минимально инвазивной хирургии. Сама ZEUS была одобрена FDA семь лет спустя (2001).
Прототип Zeus был продемонстрирован в 1995 году. Система тестировалась в лабораторных условиях с 1996 по 1998 годах. Первая выполненная при помощи «Зевса» операция (коронарное шунтирование) была проведена в 1998 году. В последующие два года разработчики из компании Computer Motion, Inc, приобретшие права на него, оснастили «Зевса» 28-ю различными хирургическими инструментами для его манипуляторов. Zeus был официально разрешен для проведения операций в США Федеральным агентством по контролю за продуктами питания и лекарственными средствами США (ФДА).
В начале 1990-х Стенфордский институт SRI International получает заказ от армии США на разработку хирургического робота, способного оперировать пациентов под дистанционным управлением хирургов. Разработанные в рамках этого заказа технологии в 1994 году были объединены учёным-робототехником Фредериком Моллом, впоследствии основавший компанию Intuitive Surgical Devices, Inc, главным продуктом которой стал широко известный сегодня робот-хирург «Да Винчи». Прототипами этого робохирурга были роботы «Ленни» и «Мона», также названные в честь Леонардо да Винчи. Первые модели робохирурга «Да Винчи» поступили в медицинские учреждения Европы в 1999 году, после одобрения ФДА в 2000 году — в медучреждения США.

### Тяжба за патентное право
Период с 2000 по 2003 годы два производителя роботизированных систем «Zeus», обладающей практически равными техническими характеристиками и возможностями с системой «Da Vinci», провели в судебных тяжбах между собой по взаимным обвинениям в нарушении патентного права.
В 2003 году руководство обеих компаний пришло к решению о прекращении тяжб и объединении компаний в одну. Компания Intuitive Surgical поглотила Computer Motion. Дальнейшая разработка и производство системы «Зевс» были прекращены. Все существующие по проекту наработки были направлены на дальнейшее совершенствование системы «Да Винчи».

### Применение системы
- 1 декабря 1998 года — компании Intuitive Surgical и Computer Motion договорились разработать и продвигать на рынке роботизированные устройства ZEUS для использования операций на сердце с использованием.
- 1998 год — выполнена первая операция c анастомозом в Соединенных Штатах на маточных трубах с помощью роботической системы ZEUS.
- 1999 год — выполненение множественных операций по коронарному шунтированию с используемым ZEUS, многие виды операций осуществлены впервые в мире при помощи робототехники.
- 9 октября 2001 года — получение ZEUSом разрешения управления США по контролю за продуктами и лекарствами (FDA) для американских хирургов на использование различных инструментов для выполнения широкого спектра роботизированных лапароскопических и торакальных процедур.
- 2003 год — прекращеие использования и развития ZEUS в пользу хирургической системы Da Vinci после слияния компаний Intuitive Surgical и Computer Motion.